# Tamoya ohboya
Tamoya ohboya (englisch Bonaire banded box jelly)  ist eine Art der Würfelquallen (Cubozoa) aus der Familie der Tamoyidae. Der ungewöhnliche Artname geht auf einen Vorschlag zurück, den eine Lehrerin im Internet gemacht hatte und der bei der anschließenden Wahl im Internet für die neue Art von der Mehrheit gewählt wurde. Er enthält den im englischen Sprachgebrauch weit verbreiteten Überraschungsausdruck "Oh Boy".

## Merkmale
Der glockenförmige Schirm der Meduse ist beim Holotyp 61 mm hoch und hat einen Durchmesser von 29 mm. Ein Paratyp ist mit 67 mm Höhe und 32 mm Durchmesser noch etwas größer. Der in acht Radien geteilte Schirm ist durchscheinend und dicht mit deutlichen Warzen bedeckt, auf denen Nesselzellen konzentriert sind. Die Pedalia sind sowohl auf dem äußeren Kiel wie auch auf dem inneren Flügel ebenfalls mit Nesselzellen tragenden Warzen besetzt. Der Flügel der Pedalia ist skalpellförmig gestaltet. Der pedaliale Kanal zeigt im Knick einen deutlichen Dornfortsatz. Die Tentakel sind typischerweise quer gebändert; abwechselnd rot oder orangerot mit braun. Sie sind an der Basis etwas ausgebaucht und rund im Querschnitt. Die perradialen Gonaden sind als blattförmige Schichten angeordnet. Der Magen erstreckt sich auf etwa einem Drittel der Schirmhöhe in den subumbrellaren Raum hinein. Der Magen ist an der Subumbrella durch vier gut entwickelte, mesenteriale Bänder angeheftet. Das Manubrium ohne Nesselzellenwarzen ist kreuzförmig im Querschnitt. Die Lippen sind rechteckig mit gerundeten Kanten und wiederum mit Nesselzellenwarzen bedeckt. Die Rhopalia (Sinneskörper) weisen zwei mediane Linsenaugen und vier seitliche Augenflecke (zwei Gruben und zwei Schlitze) auf. Der Statolith ist eiförmig. Er sitzt in einer Sinnesgrube, deren Ränder etwas erhaben sind.
Das Velarium ist relativ breit mit zahlreichen Kanälen pro Oktant. Hauptsächlich am Ende der Kanäle sind Divertikel ausgebildet. Auf der exumbrellaren Seite ist das Velarium unregelmäßig mit Nesselzellenwarzen versehen. Die vier Frenulae bestehen jeweils aus zwei Schichten, die die rechtwinklige Verbindung von der Spitze der rhopalialen Grube zum Velarium abfangen (ungefähr 3/4 Entfernung zwischen dem Velariumumschlag und dem Rand). Perradialen Lappen sind nicht vorhanden. Die Magenphazellen bilden vier Bänder, jeweils ein Band pro Perradius, die senkrecht von der oberen Magenwand zum Magensphinkter verlaufen. Es sind zahlreiche Gastralzirren vorhanden, die sich jeweils baumartig verzweigen.
Das Cnidom umfasst folgende Nesselzellentypen:
- keulenförmige, makrobasische p-Eurytelen (zwei Typen, die in Größe und Länge des Stiletts etwas differieren), in den Tentakelspitzen
- zitronenförmige, mikrobasische Birhopaloide, in den Tentakeln, am Manubrium und auf den Phazellen
- kleine, eiförmige Isorhizen, auf dem gesamten Körper mit Ausnahme der Phazellen
- rundliche, holotriche Isorhizen, auf dem gesamten Körper mit Ausnahme der Nesselzellenwarzen am Apex des Schirms
- kleine, eiförmige Amastigophoren, an der Tentakelbasis und den Phazellen.

## Geographische Verbreitung und Lebensraum
Die Verbreitung der Art ist bisher noch nicht sicher bekannt. Über 50 bestätigte Sichtungen lassen auf ein großes Verbreitungsgebiet in der Karibik schließen. Durch Fotos belegt sind Bonaire (Niederländische Antillen, heute "Besondere Gemeinde der Niederlande"), St. Lucia (Westindische Inseln), St. Vincent (St. Vincent und die Grenadinen), Cozumel (Mexiko) und Utila (Honduras). Ein Bild aufgenommen im Fernando-de-Noronha-Archipel lässt vermuten, dass  das Verbreitungsgebiet bis vor die Küsten von Nordostbrasilien reicht.
Die 50 bestätigten Sichtungen wurden alle in flachem Wasser (<10 m Tiefe) gemacht, die meisten (45) stammen vom westlichen Rand von Bonaire.

## Lebensweise
Über die Lebensweise und vor allem den Lebenszyklus ist bisher sehr wenig bekannt. Die Art scheint ein Einzeljäger zu sein, da bisher fast immer nur ein einzelnes Tier beobachtet wurde. Die Tiere sind wohl tagaktiv, da bisher alle Beobachtungen am Tag gemacht wurden. Sie sind schnelle Schwimmer.
Die große Mehrzahl der Beobachtungen stammt aus den Monaten Juli bis September, aus den anderen Monaten liegen wenige Beobachtungen vor.

## Gefährlichkeit
Alle Würfelquallen besitzen mehr oder weniger starke Gifte, die sie für den Beutefang und die Verteidigung benutzen. Die Gifte werden mittels der zahlreichen Nesselzellen in die Beute, Feinde oder Zufallsbegegnungen injiziert. Sie sind auch potentiell für Menschen gefährlich. Bisher gibt drei bestätigte Fälle, bei denen Menschen von Tamoya ohboya gestochen wurden. Die Art scheint nicht so giftig zu sein wie einige der pazifischen Arten. In einem Fall musste die gestochene Person ins Krankenhaus gebracht werden. Der Stich verursachte heftige Schmerzen und Hautreizungen. In einem anderen Fall wurden neben schweren Schmerzen auch schwere Hautschädigungen festgestellt.